# Мон-Сент-Илер
Мон-Сент-Илер (фр. Mont-Saint-Hilaire) — город в юго-восточном Квебеке, Канада, на реке Ришельё в окружном муниципалитете Ла Вале-дю-Ришелье. Население, по данным переписи 2011 года, составляет 18 200 человек.
Недалеко от Мон-Сент-Илер расположены несколько крупных месторождений полудрагоценных минералов содалитов.

## Демография
Население города в 2006 году составляло 15 720 человек, что на 10,2 % больше, чем в 2001 году.

## Транспорт
Мон-Сен-Илер связан с Монреалем через сеть пригородного транзита Exo. 
В 1864 году здесь произошла Крупнейшая железнодорожная катастрофа в истории Канады, когда пассажирский поезд прошел на красный сигнал железнодорожного светофора и упал с открытого поворотного моста в реку Ришельё, в результате чего погибло 99 человек.

## Достопримечательности
- Природный заповедник Голь в Мон-Сент-Илер включает в себя более тысячи гектаров первозданного леса. Заповедник находится в собственности Университета Макгилла, и используется для исследований и отдыха.
- Le Musée des beaux-arts de Mont-Saint-Hilaire —крупный художественный музей на южном берегу реки Святого Лаврентия. Он был основан в 1993 году для стимулирования работы региональных художников, таких как Жорди Бонет, Поль-Эмиль Бордюа и Озиа Ледюк.[2][3]
- Art Stantion
- Арт-центр Озиа Ледюк
- Отель Manoir Rouville-Campbell
- Церковь Сент-Илер

## Образование
В городе находятся 3 начальные школы: Au-fil-de-l'eau (659 учащихся), de l'Aquarelle (354 учащихся) и la Pommeraie (383 учащихся), а также две средние: общеобразовательная школа Ozias-Leduc, которая вмещает 1480 человек и частный колледж Сент-Илер.